# أصل الأوبرا

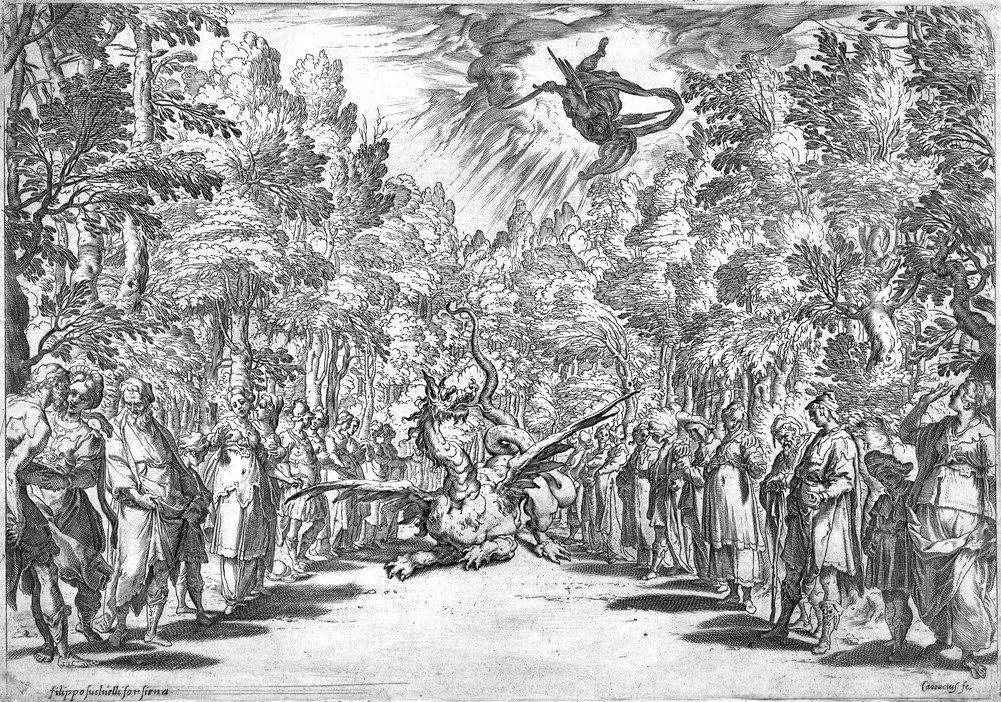

نشأ الشكل الفني المعروف باسم الأوبرا في إيطاليا في القرنين السادس عشر والسابع عشر، على الرغم من أنه اعتمد على تقاليد قديمة للترفيه الملكي في العصور الوسطى وعصر النهضة. استُخدمت كلمة أوبرا، التي تعني «عمل» في اللغة الإيطالية، لأول مرة بالمعنى الموسيقي والمسرحي الحديث في عام 1639 وسرعان ما انتشرت إلى اللغات الأوروبية الأخرى. كانت الأوبرا في البداية متواضعةً مقارنةً بأشكال الدراما المغنية الأخرى في عصر النهضة، لكنها سرعان ما أصبحت أكثر ثراءً وحلت محل العروض المسرحية من النوع السابق المعروف باسم إنتيرميديو.
يُعتبر عمل دافني لمؤلفه جاكوب بيري أول تأليف لأوبرا، وفق معاير اليوم، على الرغم من أنه شمل خمي آلات موسيقية فقط إذ كان أشبه بأوبرا الحجرة مقارنةً بالإنتيرميديو أو أوبرا كلاوديو مونتيفيردي بعد بضع سنوات. كُتبت هذا الأوبرا نحو عام 1597، واستُوحيت إلى حد كبير من دائرة نخبة مفكري فلورنسا الإنسانيين الذين تجمعوا تحت اسم «كاميراتا». بشكل ملحوظ، كانت أوبرا دافني محاولةً لإحياء الدراما اليونانية الكلاسيكية، وجزء من إحياء أوسع لصفات عصر النهضة القديمة. اعتبر أعضاء كاميراتا أن أجزاء «الجوقة» في الدراما اليونانية كانت تُغنى في الأصل، وربما النص كاملًا لجميع الأدوار؛ وهكذا استُخدمت الأوبرا كوسيلة «لإحياء» ذلك. كُتب نص الأوبرا (الليبريتو) من قِبل أوتافيو رينوتشيني، الذي كتب بعضًا من إنتيرميديو ميديشي عام 1587، والتي شارك فيها بيري أيضًا؛ يبدو أن رينوتشيني أعاد تدوير بعض أجزاء هذا العمل. فُقدت معظم موسيقى «دافني» (طُبع الليبريتو ولم يُفقد)، ولكن إحدى أوبرات بيري العديدة اللاحقة، يوريديس على وجه التحديد، التي يرجع تاريخها إلى عام 1600، هي أول أوبرا نجى جزئها الموسيقي حتى يومنا هذا.
تعود تقاليد الموسيقى والدراما المسرحية إلى الأشكال العلمانية والدينية من العصور الوسطى، وفي الوقت الذي ظهرت فيه الأوبرا لأول مرة، كان للإنتيرميديو الإيطالي أشكالًا مكافئة في البلاط الملكي لدول متعددة.

## أصل التسمية
تعني كلمة أوبرا «عمل» في اللغة الإيطالية سواء العمل المنجز أو النتيجة النهائية. اشتُقت الكلمة الإيطالية بدورها من الأوبرا اللاتينية. الأوبرا هي أيضًا صيغة الجمع اللاتينية لكلمة أوبوس، بنفس الجذر، لكن كلمة أوبرا كانت اسمًا لاتينيًا مفردًا في حد ذاتها، ووفقًا لقاموس لويس آند شورت، «استُخدمت كلمة أوبوس اليونانية في الغالب للعمل الميكانيكي، مثل ذلك الخاص بالحيوانات والعبيد والجنود، بينما تشير كلمة الأوبرا اليونانية لحرية الإرادة في العمل والرغبة في الخدمة». وفقًا لقاموس أكسفورد الإنجليزي، استُخدمت الكلمة الإيطالية لأول مرة للإشارة إلى «التأليف الذي يدمج الشعر والرقص والموسيقى» في عام 1639؛ يعود أول استخدام مسجل لهذا المعنى في اللغة الإنجليزية إلى عام 1648.

## أصول الأوبرا الإيطالية
مع ذلك، فإن أعمال بيري لم تنشأ من فراغ إبداعي في مجال الدراما المغنية. كان الشرط الأساسي لإنشاء الأوبرا المناسبة هو ممارسة القصيدة الرثائية (المونودي). المونودي هي الغناء الفردي أو إعداد لحن درامي مصمم للتعبير عن المحتوى العاطفي للنص الخاص به، والذي يكون مصحوبًا بتسلسل بسيط نسبيًا من التآلفات بدلًا من الأجزاء البوليفونية الأخرى. بدأ الملحنون الإيطاليون التأليف بهذا الأسلوب في أواخر القرن السادس عشر، ونما جزئيًا من الممارسة القديمة المتمثلة في غناء مادريجالات بوليفونية مع مغني واحد مصحوبًا بآلات موسيقية، فضلًا عن تزايد شعبية الأنواع الصوتية الأخرى الأكثر شهرة، مثل فيلانيلا وفروتولا. في هذين النوعين، كان هناك ميل متزايد نحو نسيج أكثر هوموفونية، مع تميز الجزء العلوي بلحن متقن ونشط، في حين تتمتع الأجزاء السفلية (عادة ما تكون مؤلفات من ثلاثة أجزاء، على عكس الأجزاء الأربعة أو أكثر للمادريجالات) بهيكل دعم أقل نشاطًا. من هذا، كانت هذه مجرد خطوة صغيرة إلى المونودية الكاملة. مالت كل هذه الأعمال إلى استخدام نوع من الشعر الإنساني حاول تقليد بتراركا وأتباعه من فترة التريسينتو، وهو عنصر آخر في الميل نحو الرغبة في استعادة المبادئ التي ارتبطت بمفهوم مختلط عن العصور القديمة.
ظهرت فرقة المادريجال المنفردة والفروتولا والفيلانيلا والأنواع الصوتية المشابهة بشكل بارز في الإنتيرميديو أو الإنتيرميزو، مع الموسيقى التي مُولت في السبعين عامًا الأخيرة من القرن السادس عشر من قبل المحاكم الفخمة والعلمانية بشكل متزايد في المدن الإيطالية. عادةً ما جرى إقامة مثل هذه العروض لإحياء ذكرى أحداث الدولة الهامة: حفلات الزفاف والانتصارات العسكرية وما شابه ذلك، وتناوبت في العرض مع الأعمال المسرحية. مثل الأوبرا اللاحقة، تميزت الإنتيرميديو بالغناء الفردي المذكور أعلاه، ولكن أيضًا غنى فنانوا المادريجال في نسيجهم النموذجي متعدد الأصوات والرقص برفقة العازفين. زُخرف المسرح بشكل كبير أثناء هذه العروض، التي قادت سينوغرافيا النصف الثاني من القرن السادس عشر. لم تميل عروض الإنتيرميديو إلى رواية القصص على هذه النحو، على الرغم من أنها فعلت ذلك في بعض الأحيان، لكنها ركزت دائمًا تقريبًا على بعض العناصر المعينة للعاطفة أو التجربة البشرية، التي عُبر عنها من خلال قصة رمزية أسطورية.
ربما كان انطلاق أوبرا يوريديس الخاصة ببيري في عام 1600 كجزء من الاحتفالات بزفاف لعائلة ميديشي، المناسبات الأكثر روعة وشهرة عالميًا لعروض الإنتيرميديو في القرن السادس عشر، تطورًا حاسمًا للشكل الجديد، الذي أصبح مشهورًا بفخامته كمصدر للترفيه في البلاط الملكي.
من وسائل الترفيه الملكية الأخرى في ذلك الوقت «كوميديا مادريجال»، التي سُميت فيما بعد بـ «أوبرا مادريجال» من قبل علماء الموسيقى المطلعين على النوع اللاحق. يتألف هذا النوع من سلسلة من المادريجالات مُدمجة معًا لعرض سرد دراميّ، ولكن ليس مسرحيًا. كان هناك أيضًا عرضان موسيقيان «رعويان»، ايل ساتيرو ولا ديسبرازيوني دي فيلينو، أُنتِجا عام 1590 وكُتبا من قِبل إميليو ديل كافالييري. على الرغم من أن هذه الأعمال المفقودة تضمنت آرياات فقط على ما يبدو، بدون رسيتاتيف، كانت على ما يبدو ما كان يشير إليه بيري، في مقدمة الطبعة المنشورة من كتابه يوريديس، عندما كتب: «لقد مكننا السنيور إميليو ديل كافالييري، قبل أي شخص آخر أعرفه، من سماع نوعنا الموسيقي على المسرح».
بالإضافة إلى الأوبرا في إيطاليا، كان التطور المتزامن في أواخر القرن السادس عشر وأوائل القرن السابع عشر هو الأشكال الوطنية الخاصة لباليه دي كور الفرنسي، كجزء من مهرجانات كاثرين دي ميديشي الملكية، ومسرحيات الماسك الإنجليزية، التي كانت مشابهةً للإنتيرميديو الإيطالية في كثير من النواحي، بما في ذلك التركيز على إعداد مسرح مذهل. في كلتا الحالتين، كان الاختلاف الرئيسي بصرف النظر عن الأسلوب الموسيقي المحلي هو مشاركة الجمهور الأكبر في الرقصات المسرحية أو الموكبية. في ذلك الوقت بالطبع، كان الجمهور يتألف بشكل أساسي من النبلاء ورجال الحاشية المدعوين، على الرغم من إعادة عرض إنتيرميديو ميديشي عام 1589 ثلاث مرات لجمهور أوسع. كما تميزت مسرحيات الماسك الإنجليزية بـ «صخب» كبير، انجرف فيها فنانوا الأداء للرقص بين الجمهور. وصلت الأوبرا إلى كلا البلدين بحلول منتصف القرن السابع عشر، حيث اندمجت مع الأنواع المحلية الناشئة. أدى ذلك إلى هيمنة الباليه في أوبرا التقليد الفرنسي.